# Ishtar Yasin Gutiérrez
Ishtar Yasin Gutiérrez (n. como Ishtar Yasseen Gutierrez, 15 de junio de 1968 Moscú (Rusia en tiempos de la Unión Soviética) es una directora y guionista de cine costarricense de origen iraquí y chilena. 

## Biografía
Nacida en Moscú, Es hija de padre irakí y madre chilena-costarricense. nieta del reconocido escritor costarricense Joaquín Gutiérrez, hija del director teatral y actor iraquí Mohsen Yasin y la bailarina y coreógrafa chilena costarricense Elena Gutiérrez, la vida de Ishtar Yasin estuvo siempre marcada por la actividad artística. Así, desde su adolescencia cultivó la pasión por la creación escénica, estudiando la especialidad de teatro en el Conservatorio Castella en Costa Rica, donde se radicó con parte de su familia a raíz del golpe de Estado en 1973 en Chile. 
Volvería a Moscú en 1985 donde cinco años después obtendría una Maestría en Artes del Instituto Estatal de Cine de Moscú VGIK con especialización en técnicas actorales para cine y teatro. Además obtuvo una residencia en el Centro de Escritura Cinematográfica del Molino de Andé, en Normandía, Francia. Recibe el premio Pushkin en Moscú en 1986 y en 1990 protagoniza el largometraje “Luna llena” en Kasajastan.
En 1992,  funda el Teatro Ámbar donde se desarrolla como dramaturga, directora y actriz. Obtiene el premio nacional de teatro en Costa Rica por la obra “Agonice con elegancia”.  En 1998 crea Producciones Astarté donde se desarrolla como guionista, productora y directora. 
En el 2008 estrena “El camino” una largometraje sobre la migración en América Latina, fue un éxito en Costa Rica, Nicaragua y Francia. Fue presentada en el Festival Internacional de Cine de Berlín, el cual ha sido presentado en más de 40 países de todo el mundo, y ha recibido más de 15 premios internacionales entre ellos el Premio Especial del Jurado del Festival Internacional de Cine de Friburgo Suiza; el Premio FIPRESCI de la Federación Internacional de Críticos Festival Internacional de Cine de Guadalajara; y el Premio Rail D'Oc del Festival de Cine Latinoamericano de Toulouse en  Francia.

## Filmografía
- 1999 Florencia de los ríos hondos y los tiburones grandes  (Cortometraje)
- 2004 Te Recuerdo Como Eras (Cortometraje)
- 2005 La Mesa Feliz (Mediometraje)
- 2008 El camino (Largometraje)
- 2010 Les invisibles  (Mediometraje)
- 2012  Cadáver exquisito (cortometraje)
- 2014 Apocalipsis de nuestro tiempo (Mediometraje)
- 2018 Dos Fridas (Largometraje)[2]